# Harrison Holt Richardson
Harrison Holt Richardson, auch Harrison H. Richardson (* 16. Juni 1919 in Beaver (Pennsylvania); † 17. Juli 1999 in Claiborne (Maryland)) war ein US-amerikanischer Forschungsreisender und Mediziner. Er hat die ersten Farbfilmaufnahmen der Antarktis erstellt.

## Leben

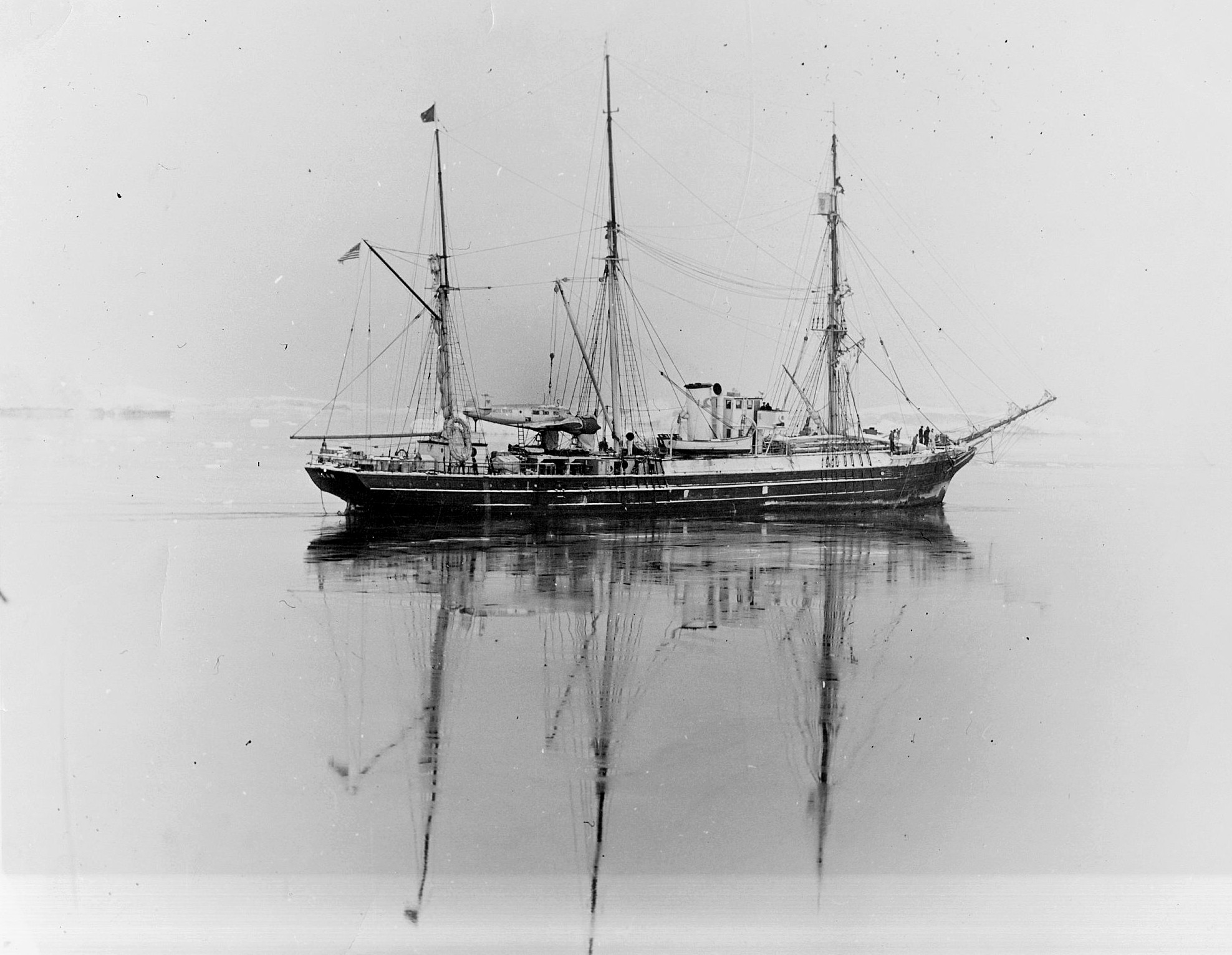
Die Bear um 1939/40 mit einem Flugzeug an Bord

Harrison Holt Richardsons Interesse an der Antarktis erwachte, als er als Teenager einen Vortrag von Richard Evelyn Byrd am Beaver College in Pennsylvania hörte. Es gelang ihm, Byrd zu überreden, ihn zwei Jahre später als jüngstes Mitglied der dritten Antarktisexpedition, die von 1939 bis 1941 stattfand, an Bord der Bear mitreisen zu lassen. Bei dieser Gelegenheit drehte Richardson die ersten Farbfilme, die je in der Antarktis aufgenommen wurden.
Den Winter 1940/41 verbrachte Richardson als Hundebetreuer und Wetterbeobachter in der Winterstation des Biologenteams der Expedition. In dieser Zeit wurde ein antarktischer Berg entdeckt, der nach Richardson den Namen Mount Richardson erhielt.
Die Basislager in der Antarktis wurden angesichts der weltpolitischen Ereignisse 1941 aufgegeben. Nach seiner Rückkehr in die USA studierte Richardson am Geneva College und an der University of Pittsburgh School of Medicine und wurde anschließend Sanitätsoffizier in der US Navy. Er begleitete Militärexpeditionen zum Nord- und Südpol, war an der Einrichtung des Luftwaffenstützpunktes Thule in Grönland beteiligt und kehrte schließlich in seine Heimat zurück, um dort als Radiologe in Krankenhäusern zu arbeiten.
Richardson heiratete Sara Meanor aus Pittsburgh. Er starb im Alter von 80 Jahren infolge Komplikationen bei einer Hüftoperation im Haus seines Sohnes.
Seine Grabstätte befindet sich im Beaver Cemetery and Mausoleum in Beaver.

## Antarktis-Filme
Richardson arbeitete mit einer 16-mm-Kamera und dokumentierte die gesamte dritte Antarktis-Expedition. Seine Aufnahmen wurden als Stummfilm unter dem Titel Antarctica veröffentlicht.